# Ramon Cosp i Esteve
Ramon Cosp i Esteve (Puigcerdà 1870 – Urtx 1936) alcalde i comerciant de Puigcerdà. Propietari d'una pastisseria a Puigcerdà, es convertí en alcalde de Puigcerdà representant al partit Unión Patriótica. Fou assassinat el 9 de setembre de 1936 a l'anomena’t “còrrec del Gavatx” a conseqüència de la repressió duta a terme a la Vila pels anarcosindicalistesde la CNT-FAI, capitanejats per Antonio Martín, durant de la Guerra Civil Espanyola.